# 민주노동당 (오스트레일리아)
오스트레일리아 민주노동당(民主勞動黨, 영어: Democratic Labour Party)은 오스트레일리아 빅토리아주의 정당으로 오스트레일리아 노동당에서 분리되어 설립되었다.

## 같이 보기
- 민주노동당 (1955년~1978년 오스트레일리아)
- 오스트레일리아 노동당